# Marcel Coucke
Marcel Coucke (Wakken, 1 mei 1920 - 16 april 1998) was een Belgisch CVP-politicus.

## Levensloop
Beroepshalve was hij bediende en behoorde tot de ACW-vleugel binnen de CVP.
Voor de CVP werd Coucke verkozen tot gemeenteraadslid van Waregem, waar hij van 1970 tot 1988 burgemeester was.
Hij volgde tevens een parlementaire loopbaan: in 1958 zetelde hij enkele weken voor het arrondissement Kortrijk in de Kamer van volksvertegenwoordigers in opvolging van de overleden Alfred De Taeye. Vervolgens zetelde hij van 1965 tot 1968 in de Belgische Senaat als provinciaal senator van West-Vlaanderen, van 1968 tot 1971 terug voor het arrondissement Kortrijk in de Kamer, van 1971 tot 1974 opnieuw als provinciaal senator van West-Vlaanderen in de Senaat en van 1974 tot 1977 ten slotte nogmaals Kamerlid voor Kortrijk. In de periode 1971-1977 zetelde hij door het toen bestaande dubbelmandaat ook in de Cultuurraad voor de Nederlandse Cultuurgemeenschap, een verre voorloper van het Vlaams Parlement.